# Región del Libertador General Bernardo O’Higgins
Die Region VI Libertador General Bernardo O’Higgins liegt in Chile rund 50 km südlich von Santiago de Chile. Sie ist benannt nach dem ersten Director Supremo von Chile, Bernardo O’Higgins.

## Geografie und Klima
Im Norden grenzt die Region an die Region V (Región de Valparaíso) und die Hauptstadtregion, im Süden an die Region VII (Región del Maule). Die Hauptstadt der Region ist Rancagua.
Die Region VI besteht aus 3 Provinzen:
- Provinz Cachapoal, Hauptstadt Rancagua
- Provinz Colchagua, Hauptstadt San Fernando
- Provinz Cardenal Caro, Hauptstadt Pichilemu

Wichtigste Städte/Orte:
- Rancagua, 212.696 Einwohner (Stand: 2005)
- San Fernando, 52.551 Einwohner (Stand: 2005)
- Santa Cruz, 32.000 Einwohner
- Pichilemu, 12.000 Einwohner
- Sewell, Geisterstadt des Kupferbergwerks El Teniente

Im Nordwesten der Region liegt der große Stausee Lago Rapel mit rund 80 km². Im Bereich der Anden speisen zahlreiche Flüsse die Region, z. B. der Río Cachapoal und der Río Tinguiririca.
Hier sind auch 2 große Vulkane zu finden, der Tinguiririca 4280 m und der El Palomo 4860 m. Mit dem Tinguiririca ist auch die Tinguiririca-Fauna verbunden; die Knochenfunde gehen auf Säugetiere zurück, die vor etwas mehr als 30 Millionen Jahren bei Vulkanausbrüchen des Tinguiririca starben.
Das Klima ist mediterran, um Rancagua fallen durchschnittlich 450 mm Regen/Jahr.

## Geschichte
Die Inkas siedelten in der Nähe von Rancagua an einem Ort namens Copequén. Diese Siedlung unterstand dem Inka in Cuzco.
Der Konquistador Alonso de Córdova begann bereits früh mit der Produktion von Bekleidung und anderen handwerklichen Dinge in Rancagua. 1580 entschloss man sich mit der Doktrin von Rancagua eine Art Stadt zu bilden. Es wurde eine Kirche errichtet und später an derselben Stelle eine Kathedrale. Bis 1625 hatte die Anzahl der spanischen Siedler bereits stark zugenommen.
1687 stirbt ein Nachkomme von Alonso de Córdova und 152 Ureinwohner erhalten Landrechte, deren Kazike ist Tomás Guaglén. 1711 errichten die Spanier eine kleine Militärbasis in der Stadt.
1743 beginnt Juan Francisco de Arrechea mit der systematischen Planung und Ordnung des Stadtgebietes nach dem Vorbild der Stadt Santa Cruz. Gouverneur José Antonio Manso de Velasco gründete die Stadt am 5. Oktober 1743. Offiziell wurden die Stadtrechte am 29. Juli 1749 vergeben.
In der Schlacht von Rancagua siegte Spanien am 2. Oktober 1814 über Bernardo O’Higgins und José Miguel Carrera.

## Tourismus

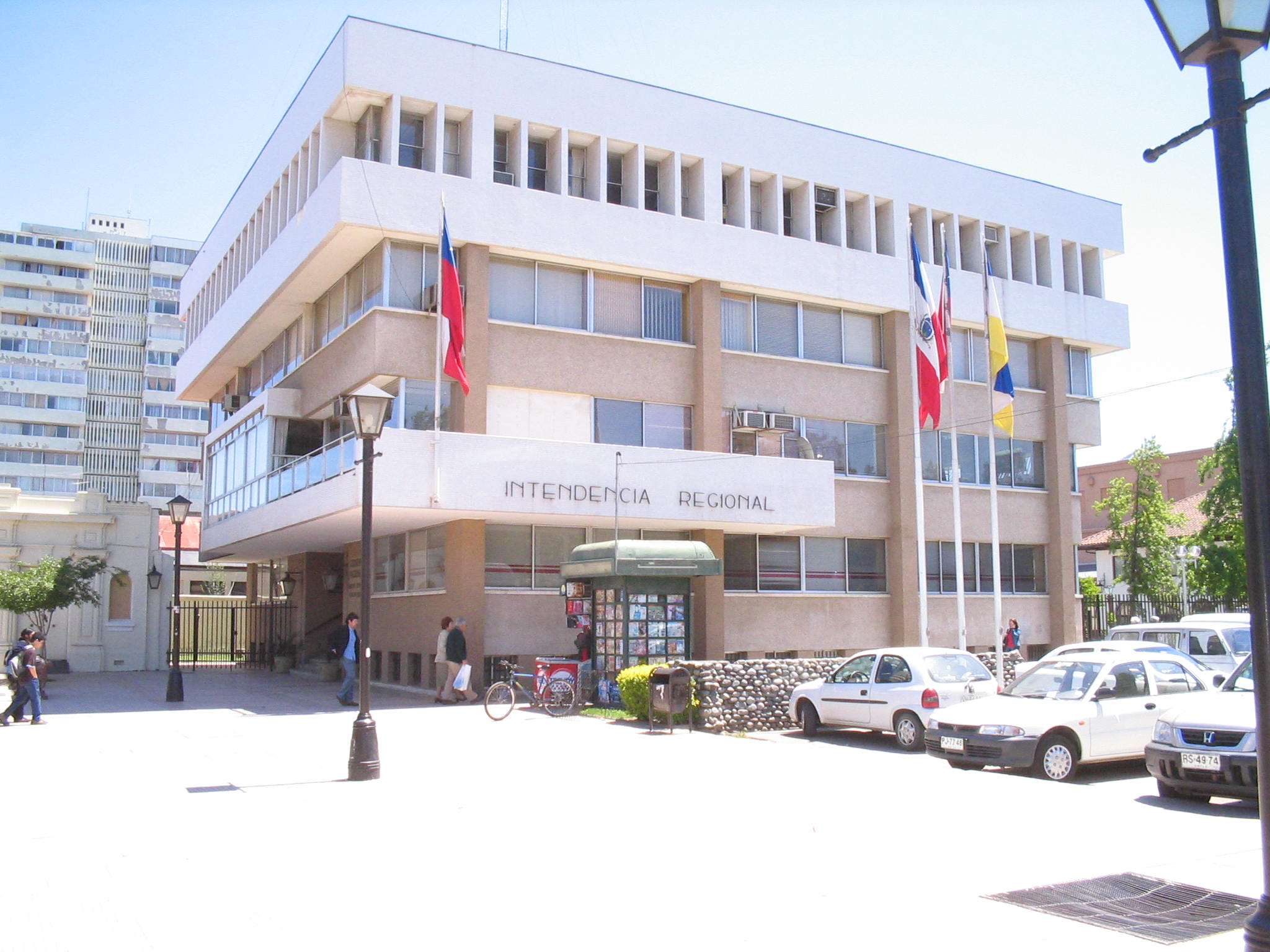
Regionalverwaltung in Rancagua

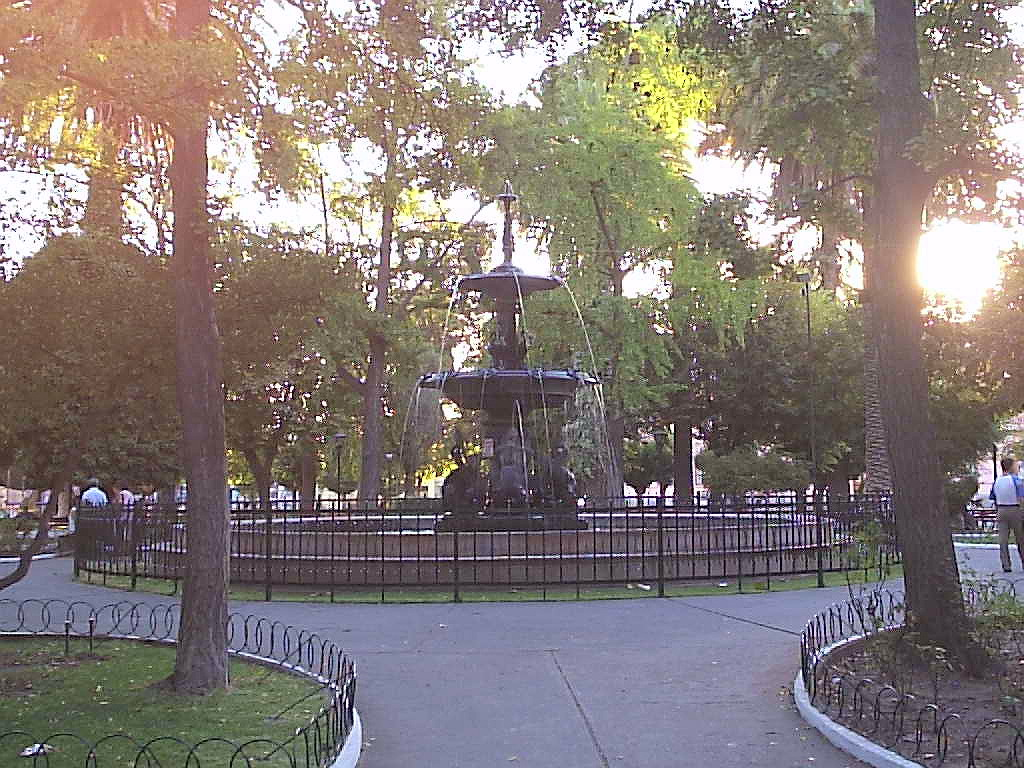
San Fernando

Die Region VI verfügt über große Weinanbaugebiete, die können über die chilenische Weinstraße La Ruta del Vino besucht werden. Die Weingüter liegen in den Tälern von Cachapoal und Colchagua. Im Osten befindet sich das größte Untertage-Kupferbergwerk der Welt El Teniente mit seiner emblematischen Geisterstadt Sewell. Rund 30 km östlich von Rancagua liegen die Thermalquellen Thermas de Cauquenes. Südlich davon liegen die Zypressenwälder des nationalen Reservats Río de los Cipreses.
Im Nordwesten liegt der große Stausee Lago Rapel, der zu Ausflügen einlädt. Die Hafenstadt Pichilemu ist ein bekanntes Surf- und Badegebiet.
18 km südlich von San Fernando liegt die Stadt Chimbarongo, die berühmt für Flechtarbeiten aus Korb-Weiden ist.

## Wirtschaft
In den Anden bei Rancagua liegt die größte unterirdische Kupfermine der Welt, namens El Teniente. Sie stellt rund 20 % der chilenischen Kupferproduktion. Daneben spielen die Landwirtschaft und der Tourismus eine wichtige Rolle.
Die Landwirtschaft baut vor allem Wein und Obst an. Die Stadt Rancagua ist berühmt für ihre Textilindustrie.